# Коллективная самооборона
Исполне́ние обяза́тельств в ра́мках сою́знического догово́ра, или коллекти́вная самооборо́на (лат. casus foederis, ка́зус феде́рис) — исполнение союзнических обязательств государства о начале военных действий при наступлении условий, соответствующих договору о военном союзе, в случае агрессии против одной из сторон, заключивших соглашение об оборонительном военном союзе.
Означает оказание помощи союзнику в случае военного нападения третьей стороны. Ст. 51 Устава ООН прямо называет право на коллективную оборону «неотъемлемым» для членов организации, подвергшихся вооружённому нападению.
Коллективная самооборона проистекает из юридически оформленных обязательств государств по отношению друг к другу и преимущественно исходит из практики, принятой в Европе.

## Примеры
- Начало нацистской Германией вторжения в Польшу, 1 сентября 1939 года, повлекло за собой объявление войны Германии Великобританией и Францией, которые были связаны с Польшей военным союзом, а до этого был Мюнхенский сговор, позволивший Германии (Судетский кризис) и Польше (Тешинский конфликт) напасть на Чехословакию, хотя и у неё были договоры.
- Устав НАТО (статья 5) прямо предусматривает, что нападение третьей стороны на одного из членов альянса в Европе или Северной Америке (статьёй 6-1 дополнительно оговаривается территория Турции и острова, находящиеся под юрисдикцией одной из стран-участниц НАТО, расположенные севернее тропика Рака) является нападением на альянс в целом[источник не указан 2325 дней].

Статья 5
Договаривающиеся стороны соглашаются с тем, что вооружённое нападение на одну или нескольких из них в Европе или Северной Америке будет рассматриваться как нападение на них в целом и, следовательно, соглашаются с тем, что в случае если подобное вооружённое нападение будет иметь место, каждая из них, в порядке осуществления права на индивидуальную или коллективную самооборону, признаваемого Статьей 51-й Устава Организации Объединённых Наций, окажет помощь Договаривающейся стороне, подвергшейся или Договаривающимся сторонам, подвергшимся подобному нападению, путём немедленного осуществления такого индивидуального или совместного действия, которое сочтёт необходимым, включая применение вооружённой силы с целью восстановления и последующего сохранения безопасности Североатлантического региона.
О любом подобном вооружённом нападении и всех принятых в результате него мерах немедленно сообщается Совету безопасности. Подобные меры будут прекращены, когда Совет безопасности примет меры, необходимые для восстановления и сохранения международного мира и безопасности.